# Police Academy: Mission to Moscow
Loca academia de policía 7: Misión en Moscú (título original: Police Academy: Mission to Moscow) es una película del año 1994, dirigida por Alan Metter siendo la séptima y última entrega de la saga Loca academia de policía.

## Argumento
Ahora, los agentes más famosos y peculiares de Florida viajan hasta Rusia para colaborar con la policía soviética. El objetivo es atrapar a un criminal llamado Konali, que se ha hecho con un programa informático capaz de controlar sofisticados sistemas de seguridad de todo el mundo, cometiendo robos en todo el planeta. 

## Reparto
- David Graf como el sargento Eugene Tackleberry
- G. W. Bailey como el capitán Thaddeus Harris
- Michael Winslow como el sargento Larvell Jones
- Leslie Easterbrook como la capitán Callahan
- Christopher Lee como el comandante Alexander Nikolayevich Rakov
- George Gaynes como el comandante Eric Lassard
- Ron Perlman como Constantine Konali
- Claire Forlani como Katrina
- Charlie Schlatter: como el cadete Kyle Connors
- Richard Israel como Adam Sharp

## Doblaje
| Actor              | Personaje                               | Doblaje España     |
| ------------------ | --------------------------------------- | ------------------ |
| David Graf         | Sgt. Eugene Tackleberry                 | Miguel Zúñiga      |
| G. W. Bailey       | Capitán Thaddeus Harris                 | Juan Logar         |
| Michael Winslow    | Sgt. Larvell Jones                      | Alfonso Laguna     |
| Leslie Easterbrook | Capitana Debbie Callahan                | Mercedes Sampietro |
| Christopher Lee    | Comandante Alexander Nikolayevich Rakov | Claudio Rodríguez  |
| George Gaynes      | Cte. Eric Lassard                       | Eduardo Moreno     |
| Ron Perlman        | Constantine Konali                      | Luis Bajo          |
| Claire Forlani     | Katrina                                 | Victoria Angulo    |
| Charlie Schlatter  | Cadete Kyle Connors                     | Claudio Serrano    |

- Datos: Q924756